# Muscicapa muttui
A Muscicapa muttui a madarak (Aves) osztályának verébalakúak (Passeriformes) rendjébe, ezen belül a légykapófélék (Muscicapidae) családjába tartozó faj.

## Rendszerezése
A fajt Edgar Leopold Layard brit ornitológus írta le 1789-ben, a Butalis nembe Butalis Muttui néven.

## Előfordulása
Ázsiában, Kína, Hongkong, India, Mianmar, Srí Lanka, Thaiföld és Vietnám területén honos. Természetes élőhelyei a trópusi és szubtrópusi hegyvidéki esőerdők. Vonuló faj.

## Megjelenése
Testhossza 13–14 centiméter, testtömege 10–14 gramm.

## Életmódja
Valószínűleg gerinctelenekkel táplálkozik.

## Természetvédelmi helyzete
Az elterjedési területe rendkívül nagy, egyedszáma viszont csökken, de még nem éri el a kritikus szintet. A Természetvédelmi Világszövetség Vörös listáján nem fenyegetett fajként szerepel.